# Krasny Souline
Krasny Souline (en russe : Красный Сулин) est une ville de l'oblast de Rostov, en Russie, et le centre administratif du raïon de Krasny Souline. Sa population s'élevait à 39 859 habitants en 2013.

## Géographie
Krasny Souline est située dans le Donbass, sur la rivière Koundrioutchia, dans le bassin du Donets du Nord. Elle se trouve à 155 km au nord de Rostov-sur-le-Don.

## Histoire
Elle s'appelait Souline jusqu'en 1926, année où elle accède au statut de ville.

## Population
Recensements (*) ou estimations de la population
| 1926*  | 1939*  | 1959*  | 1970*  | 1979*  |
| ------ | ------ | ------ | ------ | ------ |
| 14 206 | 33 938 | 39 824 | 41 684 | 42 566 |

| 1989*  | 2002*  | 2010*  | 2012   | 2013   |
| ------ | ------ | ------ | ------ | ------ |
| 43 133 | 44 187 | 40 866 | 40 358 | 39 859 |